# Batuhan Artarslan
Hasan Batuhan Artarslan (* 25. Mai 1994 in Trabzon) ist ein türkischer Fußballspieler.

## Karriere

### Verein
In der Saison 2012/13 wurde Hasan Batuhan Artarslan, unter Trainer Şenol Güneş, das erste Mal in die 1. Mannschaft berufen. Zur Rückrunde der gleichen Saison wurde Artarslan an den Zweitligisten 1461 Trabzon verliehen. Sein Debüt als professioneller Fußballspieler gab Artarslan am 27. Februar 2013 im Pokalspiel gegen Fenerbahçe Istanbul.
Sein erstes Pflichtspiel in der Liga folgte am 12. Mai 2013 gegen Çaykur Rizespor. Der am 31. Mai 2013 endende Leihvertrag wurde verlängert und Artarslan spielt eine weitere Saison für 1461 Trabzon.
Am Ende der Saison 2014/15 konnte er mit seinem Verein die Play-offs der Liga gewinnen und damit den direkten Wiederaufstieg erreichen. Artarslan absolvierte während dieser Saison nahezu alle Pflichtspiele seines Teams. Für die Saison 2016/17 wurde er gemeinsam mit seinem Teamkollegen Muhammet Besir an den Zweitligisten Şanlıurfaspor ausgeliehen.
Im Sommer 2019 wechselte er zum Zweitligisten Erzurumspor FK.

### Nationalmannschaft
Artarslan startete seine Nationalmannschaftskarriere 2016 mit einem Einsatz für die türkische U-21-Nationalmannschaft.

## Erfolge
Mit 1461 Trabzon
- Play-off-Sieger der TFF 2. Lig und Aufstieg in die TFF 1. Lig: 2014/15